# اولریش سورا
اولریش سورا (انگلیسی: Ulrich Surau؛ زادهٔ ۱۹ اوت ۱۹۵۲) بازیکن فوتبال اهل آلمان است.
از باشگاه‌هایی که در آن بازی کرده‌است می‌توان به باشگاه فوتبال ان‌ئی‌سی نایمخن، باشگاه فوتبال روت‌وایس اسن، باشگاه فوتبال آلمانیا آخن، و باشگاه فوتبال بروسیا مونشن‌گلادباخ اشاره کرد.